# دیوید فونتولان
دیوید فونتولان (انگلیسی: Davide Fontolan؛ زادهٔ ۲۴ فوریهٔ ۱۹۶۶) بازیکن فوتبال اهل ایتالیا است.
از باشگاه‌هایی که در آن بازی کرده‌است می‌توان به باشگاه فوتبال اینتر میلان، باشگاه فوتبال پارما، باشگاه فوتبال بولونیا، باشگاه فوتبال اودینزه، باشگاه فوتبال کالیاری، و باشگاه فوتبال جنوآ اشاره کرد.